# Cabanelles
Cabanelles település Spanyolországban, Girona tartományban. Cabanelles Albanyà, Sant Llorenç de la Muga, Terrades, Cistella, Lladó, Navata, Crespià, Maià de Montcal, Beuda, Vilademuls és Esponellà községekkel határos. Lakosainak száma 281 fő (2024).

## Népesség
A település népessége az elmúlt években az alábbi módon változott:
| Lakosok száma | 413  | 1092 | 813  | 616  | 264  | 244  | 236  | 243  | 279  | 281  |
|               | 1717 | 1887 | 1936 | 1960 | 1986 | 2004 | 2009 | 2014 | 2019 | 2024 |